# مدرب فني

وفقًا لما ورد في ويكاموس فإن كلمة “مدرب" تعني الشخص الذي يقوم بتدريب أو تمرين شخص آخر. وعمومًا، فإن المدربين هم مجموعة من المعلمين و المدرسين. وهذا ينطبق على المدرب الفني، لكن حسبما ينطوي عليه الكلام، فإن التدريب موجه خصيصًا نحو تعلم التكنولوجيا.

## أنواع المدربين الفنيين
على الرغم من أن الوصف المهني العام يمكن أن يتصف به جميع المدربين الفنيين، وكما هو الحال في أية مهنة، فإنه يوجد العديد من التخصصات الأخرى. فيما يلي بعضًا من هذه التخصصات:
- تطبيقات الحاسوب
- معمارية الحاسوب وتصميمه
- تكنولوجيا المعلومات
- التكنولوجيا الطبيبة البيولوجية
- التكنولوجيا التعليمية
- التكنولوجيا الفضائية
- الهندسة

## معلومات تاريخية
ظهرت التكنولوجيا قبل عصر الحواسيب وقبل علم الإلكترونيات وقبل المدربين الأساسيين، على الرغم من وجود كلمة المدرب المهني المعجم الوجيز منذ منتصف حقبة 1900.
على سبيل المثال، منذ عام 1936م قامت قيادة التدريب التابعة لسلاح الجو الملكي بتقديم طائرة وتدريبات أخرى للقوات البريطانية. ومنذ عام 1940م وحتى عام 1968م، قامت قيادة التدريب التابعة لسلاح الجو الملكي بإضافة كلمة فني لاسمها لتصبح قيادة التدريب الفني، ثم تنازلت عن هذه الكلمة في منتصف عام 1968م.

## الشهادات
في الوقت الحاضر، لا تتطلب معظم مناصب التدريب الفني درجة تعليمية أو شهادة لشغل الوظيفة، على الرغم من أن العديد من المنظمات تقدم شهادات للمدرسين والمعلمين خاصة في مجال التكنولوجيا. وذلك يشمل:
- التدريب الحي بالإضافة إلى الشهادات الإلكترونية والعيادات